# Chaksibote
Chaksibote – gaun wikas samiti we wschodniej części Nepalu w strefie Meći w dystrykcie Taplejung. Według nepalskiego spisu powszechnego z 2001 roku liczył on 205 gospodarstw domowych i 1100 mieszkańców (578 kobiet i 522 mężczyzn).